# Хари Хес
Хари Хес (енгл. Harry Hammond Hess; Њујорк, 24. мај 1906 — Вудс Хоул, 25. август 1969) је био амерички геолог, професор геологије на Универзитету Принстон, имао је доста утицаја у постављању теорије тектонике плоча, у раним шездесетим годинама 20. века. Веровао је у многа Вегенерова разматрања, која је користио у одбрани своје теорије о кретању континената, али је имао веома различите погледе на величину покрета Земљине коре.
Хес је, у току Другог светског рата, служио у Америчкој морнарици. И у то време, он је био заинтересован за структуру океанског дна. Након одигравања битака на Маријанским острвима, Лејету, Лингуону и Ивоџими, Хес је, уз сарадњу своје посаде, био у могућности да врши испитивања морског дна у Пацифику, помоћу сонара, принципом одбијања звучних таласа. Надограђујући рад енглеског геолога Артура Холмса, Хесова истраживања резултовала су поставком о цепању Земљине коре, која је касније названа ширење морског дна. Он је, 1959. године, и формално презентовао ову тезу, у свом рукопису, који је широко распрострањен. Хес је, као и Вегенер, наишао на отпор услед постојања сувише мало података о океанском дну, који би могли да потврде његову теорију.
Његове идеје су, 1962. године, објављене у часопису „Историја океанског басена“, који је представљао велики допринос каснијем развоју теорије тектонике плоча. У овом часопису Хес је објаснио како долази до ширења морског дна: истопљена стена (магма) излази из Земљине унутрашњости дуж централних океанских гребена, стварајући ново морско дно, које се шири и удаљава од океанских гребена и на крају тоне у дубоке океанске ровове.
Хесов концепт покретног морског дна је објаснио неколико загонетних геолошких питања. Уколико океани постоје барем 4 милијарде година, као што већина геолога верује, зашто је толико мало седимената смештено на океанском дну? Хес објашњава да се седименти акумулирају највише 300 милиона година, што је отприлике исто време које је океанском дну потребно да се помери од гребена до ровова, где океанска кора тоне и нестаје. У међувремену магма континуирано избија дуж централних океанских гребена, где се процес рециклирања завршава стварањем нове океанске коре. Ово рециклирање морског дна је такође објаснило зашто најстарији фосили пронађени на морском дну нису старији од 180 милиона година. Као супротност томе, фосили пронађени на копну, и они пронађени на Хималајима, на висини преко 8000 метара су знатно старији.
Међутим, најважнија је Хесова идеја да реши питање које је мучило Вегенерову теорију о кретању континената: како се континенти крећу? Вегенер је имао теорију да континенти морају једноставно да плутају кроз океанско дно, коју је његов критичар са правом прокоментарисао као физички немогућу. Са ширењем океанског дна, континенти нису морали да буду гурнути по океанском дну, али су били понесени како се океанско дно ширило од гребена.
Хес је 1962. године, био свестан да његови докази још увек нису довољно чврсти, да би убедио још увек скептично научно друштво у своју теорију. Али објашњење магнетских трака океанског дна, годину дана касније, и додатна истраживња током каснијих година, напокон су омогућила да се потврди Хесов модел ширења океанског дна. Теорија је потврђена када су даља проучавања показала да океанско дно постаје старије са удаљавањем од океанског гребена. Најзад, савремени сеизмички подаци потврдили су да је океанска кора стварно тоне у зонама субдукције, у потпуности доказавши Хесову хипотезу, која се базира углавном на интуитивном геолошком закључивању. Његова основна идеја о ширењу океанског дна дуж средњоокеанског гребена се добро супротставила проби времена.
За разлику од Вегенера, Хес је доживео да се његова хипотеза ширења океанског дна прихвати и потврди у широј научној јавности.
Хес је, такође, био заинтересован и за остале науке, поред геологије. У признање широкој распрострањености његове теорије, Џон Кенеди га је поставио на престижно место председника Свемирског истраживачког одељења Националне академије наука. Стога, пошто је био главни покретач у развоју теорије тектонике плоча, играо је и важну улогу у дизајнирању националних свемирских програма.